# Marokkanische Männer-Handballnationalmannschaft
Die marokkanische Männer-Handballnationalmannschaft vertritt Marokko bei internationalen Turnieren im Herrenhandball.
Die Mannschaft nahm acht Mal an Weltmeisterschaften teil, die beste Platzierung erreichte sie mit dem 17. Platz in Ägypten.

## Erfolge bei Meisterschaften

### Weltmeisterschaft
- Weltmeisterschaft 1995: 22. Platz
- Weltmeisterschaft 1997: 23. Platz
- Weltmeisterschaft 1999: 17. Platz
- Weltmeisterschaft 2001: 22. Platz
- Weltmeisterschaft 2003: 23. Platz
- Weltmeisterschaft 2007: 20. Platz
- Weltmeisterschaft 2021: 29. Platz
- Weltmeisterschaft 2023: 30. Platz (von 32 Teams)

### Afrikameisterschaft
- Bronze 2006 und 2022

### Olympische Spiele
bisher keine Teilnahme

## Bekannte Nationalspieler
- Mohammed Berrajaâ
- Seufyann Sayad